# Dusona pulchella
Dusona pulchella là một loài tò vò trong họ Ichneumonidae.